# Béla Király
Béla Király (ur. 14 kwietnia 1912 w Kaposvárze, zm. 4 lipca 2009 w Budapeszcie) – węgierski generał i historyk.

## Życiorys
W 1951 został skazany w procesie pokazowym na karę śmierci, którą zamieniono na dożywocie. W 1956 został zwolniony. W trakcie powstania węgierskiego dowodził Gwardią Narodową i siłami zbrojnymi Budapesztu. Od 1957 przebywał na emigracji w Stanach Zjednoczonych. Od 1990 do 1994 był członkiem parlamentu węgierskiego.